# گریگوری پوتمکین
شاهزاده گریگوری پوتمکین (روسی: Григо́рий Алекса́ндрович Потёмкин-Таври́ческий؛ ۱۱ اکتبر ۱۷۳۹ (n.s.) – ۱۶ اکتبر ۱۷۹۱ (n.s.)) ژنرال و یک زبان‌شناس اهل روسیه بود.
او معشوق کاترین بزرگ بود و نخستین صاحب کاخ تاوری در سن پترزبورگ بود.